# Ponzu
Ponzu (ポン酢) là một loại nước sốt làm từ cam hoặc chanh thường được dùng trong ẩm thực Nhật Bản. Nó có vị chua hơi gắt, ít đặc, loãng giống nước và có màu nâu đậm.  Ponzu shōyu hoặc ponzu jōyu (ポン酢醤油) là loại nước xốt ponzu và thêm vào nước tương (shōyu), và sản phẩm hỗn hợp thường được gọi đơn giản là ponzu.

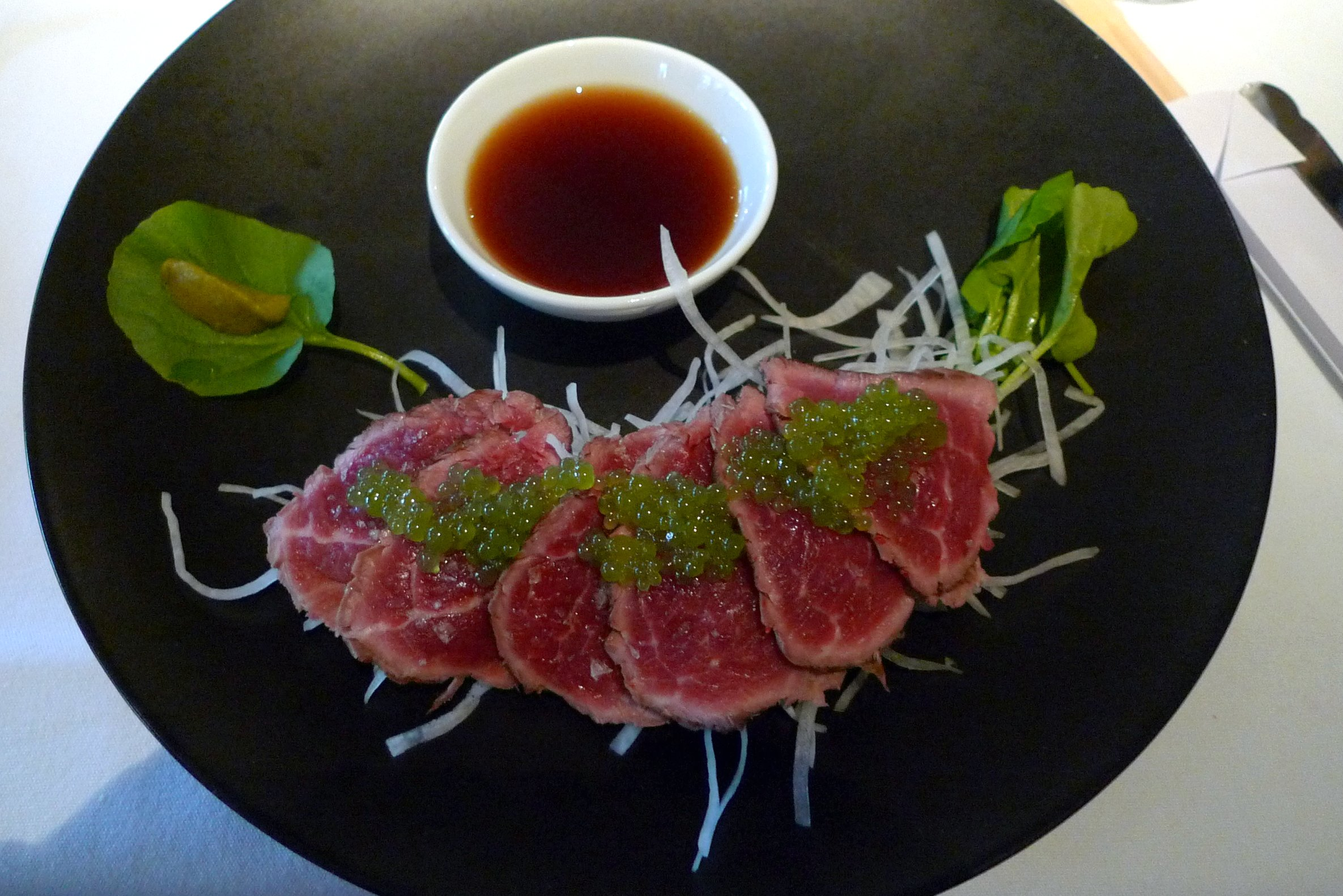
Ponzu shoyu và bít tết quay

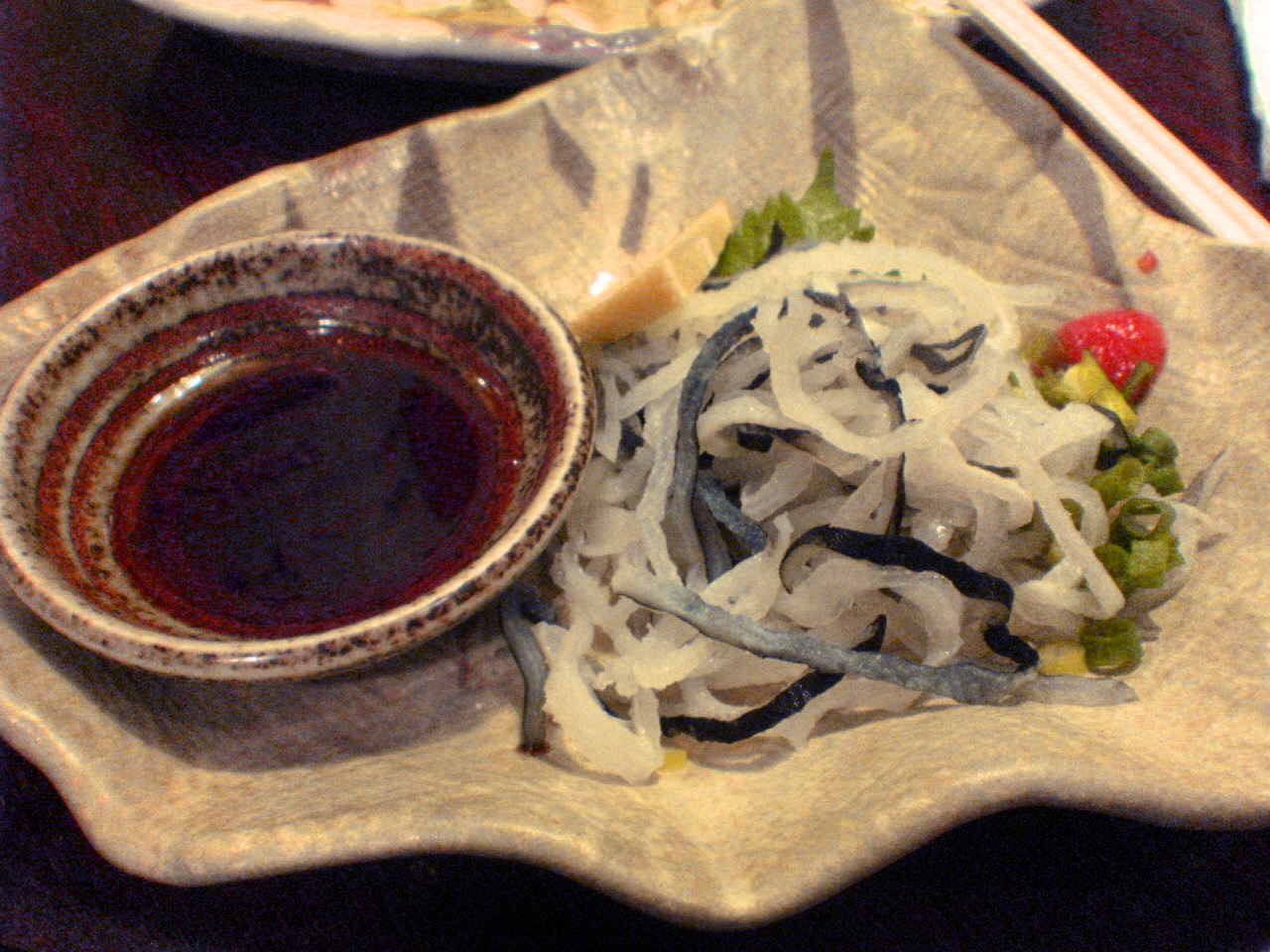
Ponzu shoyu (trái) và fugu

Thuật ngữ này ban đầu được đưa vào ngôn ngữ Nhật Bản là ponsu, như một từ mượn của pons - một từ tiếng Hà Lan đã lỗi thời - đồng nghĩa với punch, một thức uống làm từ nước ép trái cây. Vị chua tự nhiên của nước sốt này dẫn đến việc âm su ở cuối được đánh vần với ký tự 酢 (su)  có nghĩa là giấm.
Ponzu được làm bằng cách đun sôi mirin, giấm gạo, vụn katsuobushi (từ cá ngừ) và rong biển (kombu) trên lửa vừa. Chất lỏng sau đó được làm lạnh, lọc để loại bỏ vụn katsuobushi và cuối cùng thêm vào nước ép của một hoặc nhiều loại trái cây sau đây: yuzu, sudachi, daidai, kabosu hoặc chanh vàng.
Ponzu thương phẩm thường được bán trong chai thủy tinh, có thể có một số cặn lắng. Theo truyền thống, ponzu shoyu được sử dụng như một loại nước sốt gia vị cho tataki (thịt hoặc cá được nướng nhẹ, sau đó xắt nhỏ), và cũng là một loại nước chấm cho nabemono (một món ăn trong nồi lẩu) như shabu-shabu. Nó được sử dụng như một loại nước chấm cho sashimi. Trong khu vực Kansai, nó được dùng làm gia vị phết lên takoyaki.